# فدائيون حتى النصر(فلم)
فدائيون حتى النصرهو فيلم سوري من إنتاج عام 1970، ويُعد من الأفلام التي تناولت القضية الفلسطينية والمقاومة.الذي عُرف أيضاً باسم "عملية الساعة 6"، علامة فارقة في السينما السورية خلال فترة السبعينيات. صدر الفيلم عام 1970، أي بعد ثلاث سنوات فقط من نكسة 1967، ليأتي كاستجابة فنية وثقافية للأحداث الجسيمة التي مرت بها المنطقة، وليجسّد روح الصمود والمقاومة الفلسطينية والعربية.

## موضوع الفليم
تدور أحداث الفيلم في سياق الصراع العربي-الإسرائيلي، وتحديداً في فترة ما بعد نكسة 1967، حيث تصاعدت عمليات المقاومة الفلسطينية ضد الاحتلال الإسرائيلي. الفيلم يركز على عملية فدائية جريئة ومحكمة التخطيط تنفذها مجموعة من الفدائيين الفلسطينيين.تبدأ القصة مع القيادة الفلسطينية التي تقرر القيام بعملية عسكرية نوعية خلف خطوط العدو، بهدف إلحاق خسائر كبيرة به وإظهار قدرة المقاومة على الوصول إلى أهداف حساسة. يتم اختيار مجموعة من الفدائيين الشجعان والمدربين تدريباً عالياً لتنفيذ هذه المهمة، التي يُطلق عليها اسم "عملية الساعة 6". يتم تزويدهم بالمعلومات الاستخباراتية اللازمة والخرائط الدقيقة لتحديد مسار التسلل والهدف.تبدأ المجموعة رحلتها الشاقة والمحفوفة بالمخاطر. يتسلل الفدائيون عبر الحدود أو خطوط التماس، متجنبين الدوريات الإسرائيلية ونقاط المراقبة. هذه الرحلة لا تخلو من التوتر، حيث يواجهون تحديات طبيعية، مثل التضاريس الوعرة والظلام، بالإضافة إلى التحديات الأمنية المتمثلة في وجود جنود الاحتلال. قد يتعرضون لمواقف حرجة تتطلب منهم الشجاعة والتصميم وسرعة البديهة لتجنب الكشف. أثناء تقدمهم نحو الهدف، قد يواجه الفدائيون عقبات غير متوقعة. منها الاشتباكات العارضة، مع دوريات الاحتلال، مما يجبرهم على القتال والدفاع عن أنفسهم، وقد يؤدي ذلك إلى إصابة أحد أفراد المجموعة أو استشهادهم. قد يشعر العدو بوجود حركة غير طبيعية، مما يزيد من صعوبة المهمة ويضع الفدائيين تحت ضغط كبير.الخسائر البشرية، في بعض مشاهد الفيلم، قد تُظهر تضحيات يقوم بها بعض الفدائيين لإنقاذ زملائهم أو لضمان استمرار العملية، مما يعمق الجانب الإنساني والوطني في القصة.هذه التحديات تبرز قوة الروابط بين أفراد المجموعة، وإيمانهم بالقضية، وإصرارهم على إنجاح المهمة مهما كان الثمن.ذروة العملية، يصل الفدائيون أخيراً إلى الهدف المحدد لهم في "الساعة 6". قد يكون الهدف معسكراً للعدو، أو منشأة عسكرية، أو مركز قيادة. تبدأ العملية الحاسمة التي تتضمن هجوماً مباغتاً وعنيفاً على الهدف. تشتد المواجهات وتبادل إطلاق النار، ويُظهر الفدائيون مهارة عالية في القتال والتكتيك. على الرغم من المقاومة الشرسة من جانب العدو، ينجح الفدائيون في النهاية في تحقيق هدفهم وإلحاق الضرر المقصود بالعدو. قد يُظهر الفيلم تدمير الهدف أو تحقيق الأثر المطلوب. ومع ذلك، فإن هذا النجاح لا يأتي دون ثمن؛ فبعض الفدائيين قد يستشهدون أو يصابون في سبيل إنجاز المهمة. تنتهي القصة برسالة واضحة حول قوة المقاومة الفلسطينية وإصرارها على النضال حتى تحقيق النصر واستعادة الحقوق. الفيلم لا يركز فقط على الجانب العسكري، بل يسعى أيضاً لإبراز الجوانب الإنسانية، والتضحية، والروح الوطنية العالية التي تدفع هؤلاء الفدائيين للمخاطرة بحياتهم. هو دعوة إلى الصمود والأمل في مواجهة الاحتلال.بشكل عام، "فدائيون حتى النصر" فيلم يعتمد على تصوير العمليات العسكرية البطولية للمقاومة، مع التركيز على التضحيات الفردية والجماعية من أجل القضية.

## طاقم العمل
تمثيل:
طلحت حمدي
ملك سكر
هاني الروماني
رفيق السبيعي
منى واصف
علي القاسم
هشام المصري
عبد الرحمن أبو القاسم
وصفي المالح
بسام لطفي
حسن بغدادي 
جوزيف جبرائيل
صالح الحايك
عبد اللطيف فتحي
عدنان عجلوني
سليم كلاس
يعقوب أبو غزالة
أحمد عداس
مها الصالح
نور كيالي
محمد طرقجي
عبد الوهاب الحسكي
عبد الله النشواتي (أبو شاكر)
أسعد فضة
أحمد أيوب
هالة شوكت
إخراج: سيف الدين شوكت
تأليف: نمر حماد (قصة وسيناريو وحوار)، سيف الدين شوكت (سيناريو)